# ينغيقرغان
ينغيقرغان هي مدينة ومركز مقاطعة ينغيقرغان في ولاية نمنغان في أوزبكستان.